# والتر بوسطن
والتر بوسطن هو سياسي أسترالي، ولد في 22 أبريل 1874، وتوفي في 30 ديسمبر 1968. نشط حزبياً في حزب العمال الأسترالي. وقد انتخب عضو الجمعية التشريعية لنيو ساوث ويلز ‏.